# Închisoarea „Delfinul Negru”

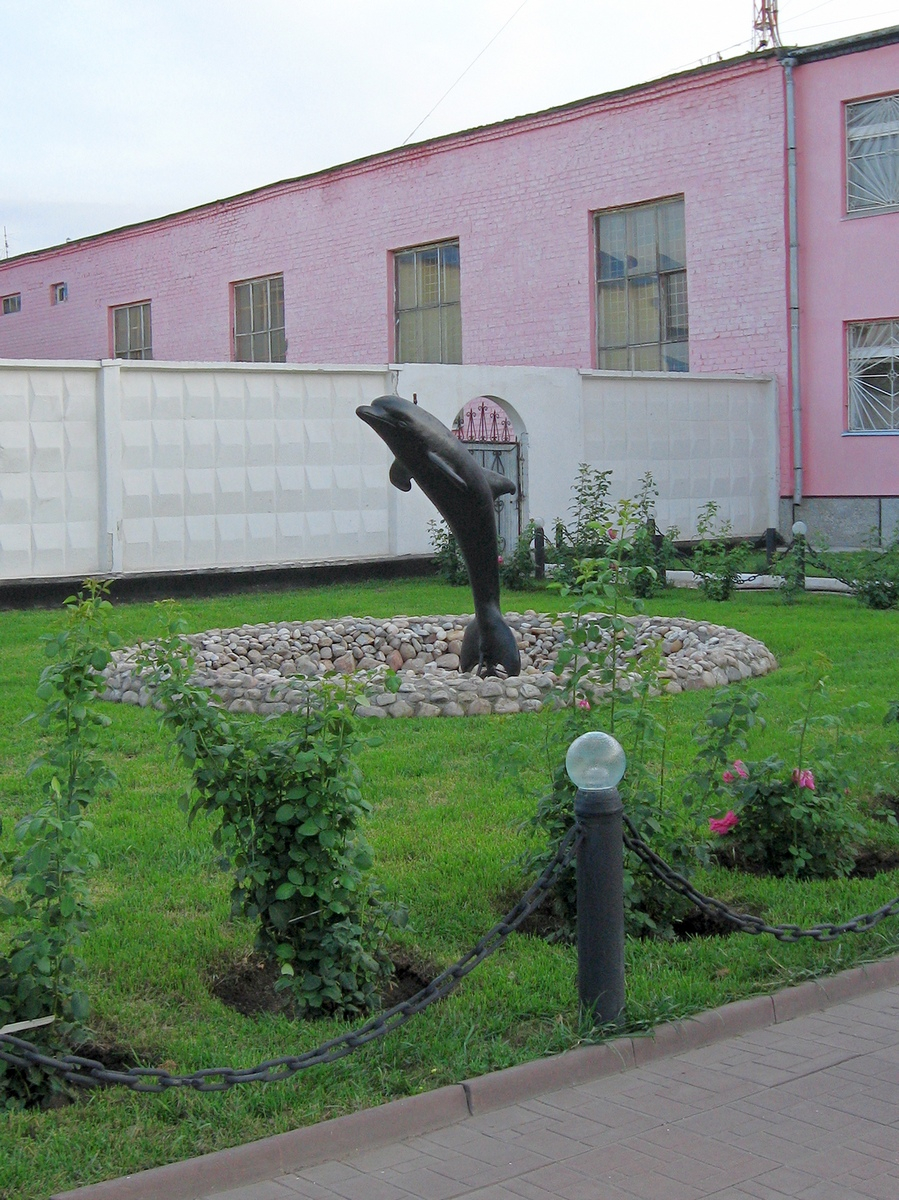

Colonia Penală nr. 6 din Instituția Guvernamentală a Penitanciarelor (în rusă: ФКУ ИК-6 УФСИН России по Оренбургской области), cunoscută și ca Închisoarea Delfinul Negru este o închisoare din Rusia situată în orașul Sol-Ilețk din Regiunea Orenburg, în apropierea graniței cu Kazahstan.
Numele neoficial al acesteia provine de la o sculptură, ornament al unei fântâni, care reprezintă un delfin negru, lucrare realizată de deținuți.
Este una dintre cele mai vechi instituții penitenciare și este considerată cea mai dură închisoare rusă.
Aici se află circa 700 de condamnați la închisoare pe viață: criminali, canibali, teroriști, criminali în serie sau așa-numiți maniaci.
Măsurile de securitate sunt excepționale.
Astfel, la sosire aici, noii deținuți sunt legați la ochi pentru a nu cunoaște amplasarea clădirilor și a concepe vreun plan de evadare.
Deținuții sunt supravegheați video non-stop (zi și noapte); nu li se permite să stea pe paturi în timpul zilei.
În timpul deplasării în incinta închisorii, prizonierii sunt încătușați cu mâinile la spate și merg în poziția "aplecat", cu capul înainte.
La fiecare 15 minute, gardienii verifică dacă fiecare deținut respectă regulile.
Deținuții sunt hrăniți cu supă de patru ori pe zi și au dreptul la cărți, ziare și radio.